# Jan Karski
Jan Kozielewski, noto come Jan Karski (Łódź, 24 giugno 1914 – Washington, 13 luglio 2000), è stato un militare polacco, durante la seconda guerra mondiale è stato un esponente dell'Armia Krajowa (Esercito Nazionale), il principale gruppo polacco di resistenza al nazismo, incaricato di far conoscere la situazione del suo paese all'estero e soprattutto la realtà dei campi di sterminio. È noto come l'autore dei Rapporti Karski.
Per la sua opera è stato insignito del titolo di Giusto tra le nazioni. Alla sua memoria è stato intitolato un premio.

## Biografia
Nasce a Łódź nel 1914, cattolico praticante, sposò una ragazza ebrea. Studiò diritto a Leopoli, a metà degli anni Trenta anche per adempiere il servizio militare, frequentò un corso militare di artiglieria. Iniziò poi a sviluppare la sua vocazione diplomatica ricoprendo vari incarichi in Germania, Svizzera e Inghilterra. Nel gennaio 1939 era impiegato al ministero degli Esteri polacco. Durante la campagna del settembre 1939 fu fatto prigioniero dai sovietici che poi lo consegnarono ai tedeschi. In novembre riuscì ad evadere durante un trasferimento e, giunto a Varsavia si unì alla resistenza. A partire dal gennaio 1940 partecipò a missioni di collegamento con il governo polacco in esilio in Francia, che raggiunse con mezzi di fortuna mediante rocamboleschi viaggi attraverso i Paesi in guerra.
Fatto prigioniero dalla Gestapo in Slovacchia nel giugno 1940, la resistenza lo fece nuovamente evadere dall'ospedale di Nowy Sącz. Successivamente partecipò alle attività dell'ufficio di propaganda ed informazione dell'Armia Krajowa (AK), la maggiore organizzazione di resistenza armata polacca durante l'occupazione nazista.
Nell'estate 1942 fu inviato in missione a Londra per aggiornare il generale Władysław Sikorski e gli altri rappresentanti dei partiti politici in esilio sulla situazione in Polonia. Attraversò di nuovo tutta l'Europa sino a raggiungere la Spagna e da lì l'Inghilterra. Effettuò il viaggio con un piccolo aeroplano, aiutato da dissidenti antifascisti. Giunto in Polonia, si infiltrò due volte nel ghetto di Varsavia e raccolse anche informazioni sui campi di concentramento ed i campi di sterminio tedeschi. Nell'autunno 1942 effettuò una nuova missione diplomatica in Gran Bretagna e negli Stati Uniti per riferire sullo sterminio degli ebrei da parte dei nazisti nella Polonia occupata. Il Rapporto Karski venne consegnato al generale Sikorski, che poi lo inviò ai governi britannico ed americano con la richiesta di aiuto per gli ebrei polacchi.
Nel 1943 Karski poté incontrare il ministro degli Esteri britannico Anthony Eden ed il presidente degli Stati Uniti Roosevelt, come pure i principali esponenti delle comunità ebraiche dei due paesi. Ai suoi racconti gran parte di loro ebbero una reazione di incredulità, simile a quella di Felix Frankfurter, giudice della Corte Suprema degli Stati Uniti, egli stesso ebreo, che gli disse:
(E. Thomas Wood e Stanislaw M. Jankowski, Karski: How One Man Tried to Stop the Holocaust, John Wiley & Sons, Inc., 1994)
Presentò il suo rapporto anche a politici, vescovi, giornalisti ed artisti, ma nessuno si interessò veramente a quanto diceva. Nel 1944 scrisse La mia testimonianza davanti al mondo. Storia di uno stato segreto dedicato al governo polacco in esilio.
Dopo la guerra rimase negli Stati Uniti dove fu per quarant'anni docente di Scienze politiche all'Università di Georgetown di Washington. Nel 1982 fu riconosciuto Giusto tra le nazioni dall'istituto israeliano Yad Vashem che lo definì «un ebreo cristiano e cattolico praticante».
Karski fu uno dei protagonisti del documentario di Claude Lanzmann, Shoah: rilasciò una lunga intervista su quello che vide nel Ghetto di Varsavia e raccontò agli Alleati per informarli della situazione degli ebrei polacchi durante la guerra.

La figura di Jan Karski colpì lo scrittore francese Yannick Haenel che raccontò l'eccezionale vicenda nel libro "Il testimone inascoltato".

Dal 2011 è ricordato come Giusto al Giardino dei Giusti di Milano.

## Opere
- Jan Karski, La mia testimonianza davanti al mondo. Storia di uno stato segreto (Story of a Secret State, 2001), a cura di Luca Bernardini, La collana dei casi n.93, Milano, Adelphi, 2013, ISBN 978-88-459-2734-8.